# EWB (automerk)
EWB is een historisch Nederlands automerk, dat tussen 1980 en 1989 voornamelijk kitcars bouwde; later werden er alleen compleet afgebouwde exemplaren verkocht. EWB was gevestigd in Winkel.
Tevens was men in het bezit van een eigen VIN-nummer waardoor men een auto kon leveren met Nederlandse typegoedkeuring.
Het bedrijf was opgezet door Enno Wijkstra (1949-1999), een autosportfanaat die al jong begon met het "tunen" van alles wat werd aangedreven door een verbrandingsmotor.
De benodigde kennis werd zelf aangeleerd en proefondervindelijk geperfectioneerd. Wijkstra begon na het halen van zijn rijbewijs met het halen van zijn racelicentie. Toen die binnen was, werd er begonnen met het volledig zelf ontwerpen en construeren van vele racewagens. Daarvan werden de meeste exemplaren voorzien van een spaceframe. Dat werd bekleed met polyester of aluminium, onder meer bij een Groep 5 Ford Escort waarmee hij in 1978 zijn eerste Benelux-kampioenschap behaalde.
Men heeft zich nog een tijd met tuning hoofdzakelijk motorisch, beziggehouden. Met name in de autosport.
EWB Cars maakte de modellen Cobra, Eagle SS, RV en de Karma (een Ferrari Dino replica). Er werd aan een prototype gewerkt die Delta heette en op een Ferrari testarossa leek. Ook was EWB betrokken bij de bouw van de Delfino, een prototype van de hand van Hans Hugenholtz Sr.
Akkermans · 
Altena · 
Anderheggen · 
Antilope · 
Arnhemsche Machinefabriek  · 
Ataf-Porata · 
Autolette · 
Bambino · 
Belcar · 
Bermuda Buggy · 
BGF · 
Boro · 
Bij 't Vuur · 
Carver · 
Citeria · 
CoTuRa · 
DAF · 
Entrop · 
EWB · 
Eysink · 
Gatso · 
Gazelle ·
Gelria ·
Groninger Motorrijtuigen Fabriek · 
Gruno · 
H.A.M. · Havas · 
Hinde ·
Konings · 
Max · 
Neerlandia · 
Netam ·
Omnia · 
Rizovari · 
Ruiter ·
Ruska · 
Simplex ·
Spyker ·
Story ·
V.L.A.M.